# Silly Game
「Silly Game」（シリー・ゲーム）は、SKY-HIの9枚目のシングルである。2017年5月31日発売。発売元はavex trax。

## 概要
前作「Double Down」からおよそ5か月ぶりとなるシングル。

## 収録曲
1. Silly Game [3:51]
テーマは「踊れる社会派ソング」。1月に発売したアルバム『OLIVE』とライブツアー「SKY-HI HALL TOUR 2017 〜WELIVE〜」の延長でできた曲であり、ライブで2時間半かけてやっている音像が4分に凝縮されたと述べている[1][2]。演奏にはライブでのバンドメンバーであるSUPER FLYERSが参加。デモを作る段階までは今まで通りであったが、ツアー後のシングルということもあり、これまでなかったバンド形態の楽曲として制作された。デモの段階ではロックンロールとダンス・ミュージックが混合した1980年代後半のプリンスのようなサウンドに近かったという。シンセサイザーはデモと同じものを使ったが、デモができた後の制作はバンドメンバーがそれぞれ足し算をして、最終的にSKY-HIが引き算をするという方法で行われていった[3]。1980年代の音像を耳にする機会があってできた曲とも語っており、曲の2番では80年代に近いサウンドということから、その年代にイギリスで起こっていたムーブメントや音像を背景に、ポスト・パンク要素も含んでいる。しかし、これだけだと重くなりポップ・ソング要素も含めたいとのことから、同じく1980年代のアメリカでバブリーなショウビズのロックもあったことから、今の時代なら融合できると考え、ポップ要素も取り入れた[3]。制作されたミュージック・ビデオも1980年代のテイストを取り入れている[4]。
歌詞は社会問題をテーマとしているが、個人の話をしないと社会の話はできないということで、パーソナルな話を曲の入り口に置いたという。「1番ではストレートに物を言わないという意味ではポスト・パンクのアプローチに近いかもしれない。」と本人は述べており、又、歌詞の1番ではある女優の問題にシンパシーを感じたことから取り上げたと公言しており、「彼女についてひたすら書いたと言ってもいいくらい。あまりにも彼女が可哀想過ぎて・・・。」と述べている[2]。2番では戦争なども取り上げられており、楽曲「F-3」からのリリックも引用されている。学校法人森友学園のニュースを観て出てきた言葉なども曲に含まれているという[3]。中高生や社会人問わず、組織に属する中でしがらみに囚われている人もおり、中には自ら命を絶つという時代背景などもリンクし、どんなにポップな曲を作ろうがこういった社会問題に対して歌わずにはいられなかったとし、昔の自分がMr.Childrenをきっかけに社会問題に目を向けたように、この曲も若い人たちにとって考えるきっかっけになればいいとコメントしている[1]。このようなメッセージと音像を混ぜて一つの作品に作るのはこれまでならアルバムでやっていたが、単曲でやってみて完成した楽曲である[3]。
2. Walking on Water Remix (feat. Lick-G & RAU DEF). [3:32]
発売当時現役高校生の若手ラッパー・Lick-Gと、かつてから客演などで共演し、BULLMOUSEの一員であるRAU DEFをフィーチャリングした楽曲。アルバム「OLIVE」に収録されている「Walking on Water」を新たにリミックスしたもの。
3. ナナイロホリデー (TJO Weekendisco Remix). [6:14] 
DJ TJOによる7枚目のシングル「ナナイロホリデー」のリミックス・ヴァージョン。
4. Silly Game instrumental ver. [3:52]
5. Silly Game Acappella ver. [3:36]

## 発売形態

### CD
| #  | タイトル                                     | 作詞   | 作曲                     |
| -- | -------------------------------------------- | ------ | ------------------------ |
| 1. | 「Silly Game」                               | SKY-HI | SKY-HI ・ ビッケブランカ |
| 2. | 「Walking on Water feat. Lick-G & RAU DEF」  | SKY-HI | SKY-HI ・ MURO           |
| 3. | 「ナナイロホリデー (TJO Weekendisco Remix)」 | SKY-HI | SKY-HI ・ TJO            |
| 4. | 「Silly Game instrumental ver.」             | SKY-HI | SKY-HI                   |
| 5. | 「Silly Game Acappella ver.」                | SKY-HI | SKY-HI                   |

### CD+DVD①
| #  | タイトル                                     | 作詞   | 作曲                     |
| -- | -------------------------------------------- | ------ | ------------------------ |
| 1. | 「Silly Game」                               | SKY-HI | SKY-HI ・ ビッケブランカ |
| 2. | 「Walking on Water feat. Lick-G & RAU DEF」  | SKY-HI | SKY-HI ・ MURO           |
| 3. | 「ナナイロホリデー (TJO Weekendisco Remix)」 | SKY-HI | SKY-HI ・ TJO            |
| 4. | 「Silly Game instrumental ver.」             | SKY-HI | SKY-HI                   |
| 5. | 「Silly Game Acappella ver.」                | SKY-HI | SKY-HI                   |

| #  | タイトル | 作詞 | 作曲・編曲 |
| -- | --- | ---- | ---------- |
| 1. | 「SKY-HI HALL TOUR 2017 ～WELIVE～ 最新ツアーでのライブ映像やオフショットをまとめたライブドキュメンタリー」 |      |            |

### CD+DVD②
| #  | タイトル                                     | 作詞   | 作曲                     |
| -- | -------------------------------------------- | ------ | ------------------------ |
| 1. | 「Silly Game」                               | SKY-HI | SKY-HI ・ ビッケブランカ |
| 2. | 「Walking on Water feat. Lick-G & RAU DEF」  | SKY-HI | SKY-HI ・ MURO           |
| 3. | 「ナナイロホリデー (TJO Weekendisco Remix)」 | SKY-HI | SKY-HI ・ TJO            |
| 4. | 「Silly Game instrumental ver.」             | SKY-HI | SKY-HI                   |
| 5. | 「Silly Game Acappella ver.」                | SKY-HI | SKY-HI                   |

| #  | タイトル                          | 作詞 | 作曲・編曲 |
| -- | --------------------------------- | ---- | ---------- |
| 1. | 「Silly Game Music Video」        |      |            |
| 2. | 「Silly Game Music Video Making」 |      |            |